# Wa (Gana)
Wa je grad u Gani, glavni grad regije Upper West. Nalazi se na sjeverozapadu zemlje, 30 km istočno od granice s Burkinom Faso, u južnom dijelu Sahela. Nastanjuju ga većinom pripadnici naroda Wala, muslimanske vjeroispovijesti.
U blizini grada nalazi se rezervat nilskih konja, popularno turističko odredište.
Prema popisu iz 2000. godine, Wa je imao 66.644 stanovnika.